# Treuer Nachbarteich
Der Treue Nachbarteich, auch Direktionsteich, ist ein Stauteich in Sachsen-Anhalt. Es handelt sich um einen Erddamm, der den Glasebach aufstaut. Das Gewässer liegt vollständig auf der Harzgeröder Gemarkung Straßberg - der Damm vollständig in Südharz.

## Beschreibung
Die Staukaskade lag am obersten Punkt der Straßberger bergbaulichen Wasserwirtschaft. Da der Treue Nachbarteich der unterste Teich war, wurde das Wasser von hier aus in die Gruben Pfennigturm, Kreuz und Schwarzer Hirsch geführt wurde. Die Wasserleitung erfolgte über ein hölzernes Eichengerenne das unter der Ackerflur verlegt wurde.
Am Süd- und Ostufer reicht der Wald an das Teichufer heran, am Nordufer befindet sich ein Campingplatz, dessen Zufahrt über den Damm der Faulen Pfütze führt. Am Teich liegt eine schöne natürliche Liegewiese. Ein unbefestigter Parkplatz in Teichnähe ermöglicht die Anreise zum Teich mit dem Auto.
Fauna
Am Treuen Nachbarteich wurden Wiesen-Rispengras, Schmalblättriges Wiesen-Rispengras und Gewöhnliche Teichbinse nachgewiesen. Hinzu kommen Echte Mehlbeere südlich des Treuer Nachbarteichs und Berg-Flockenblume an südöstlichem Waldrand.

## Geschichte
Der Teich wurde 1703–1704 unter Leitung von Georg Christoff von Utterodt erbaut und bis 1876 als Kunstteich genutzt. Der ursprüngliche Stauraum betrug 73.400 m³. Der Treue Nachbarteich war dabei der unterste Teich der Staukaskade Die drei Treuen Nachbarn.
1968/69 wurde der Teich rekonstruiert - erste Planungen dazu stammten aus 1950/51. Dies ging einher mit einer Stauzielerhöhung auf 100.000 m³. Zu Zeiten der DDR lag am Südufer ein Kinderferienlager und Schulungsheim (Schulungszentrum) des VEB Kombinat „Kali“ Kalibetrieb „Südharz“, Werke „Karl Marx“ Sollstedt und „Thomas Müntzer“ Bischofferode. Noch im Oktober 2010 standen die Bungalows des Lagers noch und ein Hinweisschild  wies den Weg zum Kinderferienlager. Auch der auf den See führende Steg existierte noch. Die ganze Anlage verfällt ungenutzt. Der Treue Nachbarteich wird heute als Fisch- und Badeteich genutzt.

## Sonstiges
Im Jahr 1994 wurde am Treuen Nachbarteich ein Krötenschutzzaun errichtet, der als Naturschutz-Langzeitprojekt vom Harzklub-Zweigvereins Hayn Harz betreut wird.